# Ildikó Rónay
Ildikó Rónay-Matuscsák (Budapest, 25 de marzo de 1946) es una deportista húngara que compitió en esgrima, especialista en la modalidad de florete. Participó en los Juegos Olímpicos de Múnich 1972, obteniendo una medalla de plata en la prueba por equipos.

## Palmarés internacional
| Juegos Olímpicos | Juegos Olímpicos | Juegos Olímpicos | Juegos Olímpicos    |
| Año              | Lugar            | Medalla          | Prueba              |
| ---------------- | ---------------- | ---------------- | ------------------- |
| 1972             | Múnich (RFA)     | Medalla de plata | Florete por equipos |